# Balonul de Aur, ediția 2005
Balonul de Aur, ediția 2005 acordat celui mai bun fotbalist din Europa de un juriu format din  jurnaliști sportivi a fost câștigat de Ronaldinho.

Coperta revistei France Football, care are pe prima pagină pe câștigătorul Balonului de Aur 2005, Ronaldinho.

Ronaldinho a fost al treilea jucător brazilian care a câștigat trofeul după Ronaldo (1997, 2002) și Rivaldo (1999). A fost al cincilea jucător al FC Barcelona care a câștigat trofeul după Luis Suárez (1960), Johan Cruyff (1973, 1974), Hristo Stoichkov (1994) și Rivaldo (1999).

## Clasament
| Locul | Nume                | Club              | Naționalitate    | Puncte |
| ----- | ------------------- | ----------------- | ---------------- | ------ |
| 1     | Ronaldinho          | FC Barcelona      | Brazilia         | 225    |
| 2     | Frank Lampard       | Chelsea           | Anglia           | 148    |
| 3     | Steven Gerrard      | Liverpool         | Anglia           | 142    |
| 4     | Thierry Henry       | Arsenal           | Franța           | 41     |
| 5     | Andriy Shevchenko   | Milan             | Ucraina          | 33     |
| 6     | Paolo Maldini       | Milan             | Italia           | 23     |
| 7     | Adriano             | Internazionale    | Brazilia         | 22     |
| 8     | Zlatan Ibrahimović  | Juventus          | Suedia           | 21     |
| 9     | Kaká                | Milan             | Brazilia         | 19     |
| 10    | Samuel Eto'o        | FC Barcelona      | Camerun          | 18     |
| 10    | John Terry          | Chelsea           | Anglia           | 18     |
| 12    | Juninho             | Lyon              | Brazilia         | 15     |
| 13    | Claude Makélélé     | Chelsea           | Franța           | 8      |
| 14    | Juan Román Riquelme | Villarreal        | Argentina        | 7      |
| 14    | Petr Čech           | Chelsea           | Republica Cehă   | 7      |
| 14    | Didier Drogba       | Chelsea           | Coasta de Fildeș | 7      |
| 14    | Michael Ballack     | Bayern München    | Germania         | 7      |
| 18    | Zinedine Zidane     | Real Madrid       | Franța           | 5      |
| 19    | Gianluigi Buffon    | Juventus          | Italia           | 4      |
| 20    | Jamie Carragher     | Liverpool         | Anglia           | 3      |
| 20    | Cristiano Ronaldo   | Manchester United | Portugalia       | 3      |
| 22    | Michael Essien      | Lyon/Chelsea      | Ghana            | 2      |
| 23    | Luis García         | Liverpool         | Spania           | 1      |
| 23    | Pavel Nedvěd        | Juventus          | Republica Cehă   | 1      |

Au mai fost nominalizați 26 de jucători, dar nu au primit nici un vot: David Beckham, Mauro Camoranesi, Fabio Cannavaro, Grégory Coupet, Cris, Deco, Dida, Emerson, Luís Figo, Diego Forlán, Roy Makaay, Michael Owen, Park Ji-Sung, Andrea Pirlo, Raúl, Arjen Robben, Roberto Carlos, Robinho, Ronaldo, Wayne Rooney, Lilian Thuram, David Trezeguet,  Mark van Bommel, Ruud van Nistelrooy, Patrick Vieira și Xavi.